# 六八九トリオ
六八九トリオ（ろくはちきゅうトリオ）は、作詞：永六輔、作曲：中村八大、歌：坂本九の三人組のことである。

## 概要
それぞれの名の数字部分より名付けられた。空前の大ヒットとなった1961年の「上を向いて歩こう」や、「一人ぼっちの二人」などの曲がある。
1967年の「久しぶりのあなた（B面：ラブ・ラブ・ラブ）」以降、このトリオでの楽曲は作られなくなったが、12年後の1979年に同窓会的な意味合いで再集結し、坂本九のコンテンポラリー・アルバム「689」およびシングルカットされた「あの時の約束/そして想い出」「結婚通知/夜明け夕焼け」を制作・発売。それに因んだ坂本九のコンサートも催された。
その後、1985年8月に行われた永六輔と中村八大による｢六八コンサート｣を訪れた坂本九は、コンサート終了後に楽屋を訪ね｢もう一度、3人で歌を作りたい｣と告げ、約束を交わした。しかし、その直後に発生した日本航空123便墜落事故により坂本九が急逝、実現することはなかった。
なお、「明日があるさ」「見上げてごらん夜の星を」「ともだち」「レットキス」「太陽と土と水を」のような坂本九と中村八大・永六輔どちらかの片方の組み合わせによる楽曲は多々ある。
また、永六輔と中村八大の「六八コンビ」は1959年の「黒い花びら」、1962年の「遠くへ行きたい」、1963年の「こんにちは赤ちゃん」、1965年の「帰ろかな」のような楽曲や、1966年には企業の社歌として、近畿日本鉄道の「近鉄の歌」を制作している。

## 小惑星6980
1999年に小惑星ナンバー6980の固有名としてKyusakamotoと命名されているが、これは「六八九トリオ」にちなんで発見者のひとり渡辺和郎が小惑星センターに申請し、認められたものである。